# Цитидин
Цитидинът е нуклеозид, получен при свързването на нуклеотидната база цитозин с монозахарида рибоза посредством β-N1-гликозидна връзка. Цитозинът участва в изграждането на молекулите на РНК.